# Assurnirari V
Assurnirari V (Cuneiforme Neo-Assírio: Aššur-nārāri, que significa "Assur é minha ajuda"): foi o rei do Império Neoassírio de 755 até sua morte em 745 a.C.. Assurnirari V era filho de Adadenirari III (r. 811–783) e sucedeu seu irmão Assurdã III como rei. Ele governou durante um período de declínio assírio do qual poucas fontes sobrevivem. Como tal, seu reinado, além de amplos desenvolvimentos políticos, é pouco conhecido.
Nessa época, os oficiais assírios estavam se tornando cada vez mais poderosos em relação ao rei, e os inimigos da Assíria estavam se tornando mais perigosos. Uma pequena parte do reinado de Assurnirari V foi dedicada a campanhas contra inimigos estrangeiros, talvez sugerindo instabilidade política doméstica dentro da Assíria. Em 746 ou 745 a.C., há registros de uma revolta em Ninrude, a capital assíria. Assurnirari V foi sucedido por Tiglate-Pileser III, ou seu filho ou irmão, mas não está claro de que maneira. Embora seja tradicionalmente assumido que Tiglate-Pileser depôs Assurnirari V, também é possível que tenha sido uma sucessão suave e legítima, ou que por um breve tempo eles foram cogovernantes.

## Reinado
Assurnirari V era filho de Adadenirari III (r. 811–783). Sucedeu seu irmão Assurdã III como rei da Assíria em 755. Governou durante um período obscuro na história assíria, do qual pouca informação sobrevive. Como resultado, seu reinado é pouco conhecido. Durante este tempo obscuro, o Império Neoassírio experimentou um período de declínio. Em particular, o poder do próprio rei estava sendo ameaçado devido ao surgimento de funcionários extraordinariamente poderosos, que, embora aceitassem a autoridade do monarca assírio, na prática agiram com autoridade suprema e começaram a escrever suas próprias inscrições cuneiformes sobre construção e atividades políticas, semelhantes às dos reis. Tais inscrições por funcionários são mais comuns a partir desta época do que as inscrições dos próprios reis. Ao mesmo tempo, os inimigos da Assíria se tornaram mais fortes e mais sérios. Este período de declínio assírio, por exemplo, coincidiu com o auge do Reino de Urartu.
Inscrições de depois do reinado de Assurnirari V que o mencionam incluem a Lista Real Assíria (da qual é conhecida a duração de seu reinado) e uma lista posterior de epônimos (nomes do ano, tipicamente incluindo o nome de um oficial e um evento significativo) que incluem os epônimos de seu reinado. As inscrições contemporâneas que mencionam Assurnirari V incluem uma inscrição de Sarduri II de Urartu, onde Sarduri afirma ter derrotado Assurnirari V em batalha. Uma cópia fragmentária de um tratado entre Assurnirari V e Matilu, rei de Arpade, também sobreviveu. Também é conhecida uma descrição fragmentária, a única inscrição conhecida escrita sob o próprio Assurnirari V, que registra a concessão de terras e isenção fiscal a Marduque-sarra-usur oficial por Assurnirari V após Marduque-sarra-usur ter se destacado em uma batalha. Marduque-sarra-usur pode ser o mesmo indivíduo que um homem de mesmo nome mencionado no epônimo de 784 a.C. Baseado na lista de homônimos, o reinado de Assurnirari V era sem brilho do ponto de vista militar. O rei é registrado por ter ficado "na terra" (ou seja, não fez campanha) por quase todos os anos de seu reinado, salvo por apenas três anos. Em 755 a.C., ano de sua adesão, ele fez campanha contra Arpade e em 748-747, ele fez campanha contra a cidade de Nanri em Urartu. É provavelmente a partir da conclusão da campanha de 755 a.C. que o tratado com Matilu vem. Quase todas as partes sobreviventes deste tratado são feitas de maldições contra Matilu. Era costume para um rei assírio fazer campanha todos os anos, o que significa que Assurnirari V ficar na Assíria podia ser um sinal de instabilidade. A maioria dos reis assírios também empreendeu projetos de construção, mas nenhum trabalho de construção realizado sob Assurnirari V é conhecido.

## Sucessão
Assurnirari V é geralmente considerado morto em 745 a.C, pois este foi o ano da ascensão de seu sucessor, Tiglate-Pileser III. A natureza da ascensão de Tiglate-Pileser ao trono não é clara, particularmente porque fontes antigas dão relatos conflitantes de sua linhagem. A Lista Real Assíria afirma que Tiglate-Pileser era filho de Assurnirari V, mas em suas próprias inscrições Tiglate-Pileser alegou ser filho de Adadenirari III e, portanto, irmão de Assurnirari V. Dado que há registros de uma revolta em Ninrode, a capital da Assíria, em 746/745 a.C, e que Tiglate-Pileser, em suas inscrições, atribui sua ascensão ao trono como resultado da seleção divina e não de sua ascendência real, normalmente assume-se que ele usurpou o trono de Assurnirari V.
Em sua tese de doutorado de 2016, a historiadora Tracy Davenport avançou a hipótese de que Tiglate-Pileser pode ter tido sucesso totalmente legitimamente e até mesmo brevemente cogovernante com Assurnirari V. Davenport baseou essa ideia principalmente em esquisitices na sequência de epônimos sob Tiglate-Pileser, uma linha horizontal incomum na lista de epônimos após 744 a.C. (que pode marcar a morte de Assurnirari V) e a Lista Real Assíria dando a Assurnirari V um reinado que dura 10 anos. Uma vez que os assírios contaram o reinado do primeiro ano completo de um rei, o primeiro ano de Assurnirari V foi considerado como sendo 754 a.C., o que significa que ele teria governado por 10 anos apenas se morresse em 744 a.C. No entanto, a Lista Real Assíria não é isenta de erros conhecidos e existem, para alguns reis anteriores, discrepâncias entre as diferentes versões da lista.